# NGC 6068
NGC 6068 este o galaxie spirală situată în constelația Ursa Mică. A fost descoperită în 6 decembrie 1801 de către William Herschel.